# Helene Rittenauer
Helene Rittenauer (ur. w 1894) – austriacka lekkoatletka, skoczkini wzwyż.
9 czerwca 1918 w Wiedniu ustanowiła wynikiem 1,32 metra rekord Austrii w skoku wzwyż. Wynik ten poprawiła (o 1 centymetr) trzy tygodnie później Maria Keller.